# Уокер, Джеймс (гравёр)
Джеймс Уо́кер (англ. James Walker; 1748 — ок. 1823) — английский гравёр, мастер техники меццо-тинто, или «чёрной манеры». Создатель многих репродукционных гравюр по живописным оригиналам.

## Биография
Джеймс Уокер был сыном капитана торгового флота, затем увлёкся гравированием и стал учеником Валентайна Грина. Гравировал по картинам Джорджа Ромни и других английских живописцев. Несмотря на достигнутые успехи, Уокер в 1784 году уехал в Россию и оставался там восемнадцать лет.
Он был приглашён в Санкт-Петербург императрицей Екатериной II, которая назначила его гравёром кабинета Её Императорского Величества с жалованьем в 1000 рублей в год. Уокер должен был гравировать в «английской манере» по картинам из собрания Картинной галереи Императорского Эрмитажа. В России Уокер создал и ряд оригинальных портретных изображений. Печать осуществляли в основном в Англии.
В России Уокер получил звание академика Императорской академии художеств. Его гравюры были опубликованы в двух папках под названием «Собрание гравюр из самых знаменитых картин в Галерее Её Императорского Величества Екатерины Второй».
Уокер также гравировал портреты членов императорской семьи и русской аристократии. В 1789 году Джеймс Уокер получил «привилегию» от курфюрста Пфальцского Карла Теодора на гравирование с картин Дюссельдорфской картинной галереи. В Дюссельдорфе Уокер изготовил семьдесят два рисунка с картин, которые переслали в Лондон, где по ним должны были награвировать меццо-тинто. Однако награвировали всего четырнадцать — из-за дороговизны планируемое издание не нашло достаточного количества подписчиков и работа была прекращена.
В 1802 году Джеймс Уокер вернулся в Англию, однако в том же году назначение Уокера придворным гравёром было подтверждено новым российским императором Александром I и в 1805 году Уокер снова посетил Санкт-Петербург. На морском пути в Англию во время бури в Ярмуте были утрачены многие оригинальные доски Уокера, это было для него серьёзным ударом. При составлении «костюмно-этнографических» альбомов о России, в частности «Живописного изображения нравов, обычаев и развлечений русских» (1803—1804, 1812), а также «Живописного изображения военных, флотских и прочих костюмов Великобритании» (1807), Уокер сотрудничал с другим английским рисовальщиком, акварелистом и гравёром Джоном Августом Аткинсоном.
Предположительно гравёр скончался около 1808 года, хотя ряд его меццо-тинто были впервые опубликованы в 1819 году, а одно, «Триумф Амура», по картине Пармиджанино, в 1822 году.

## Галерея

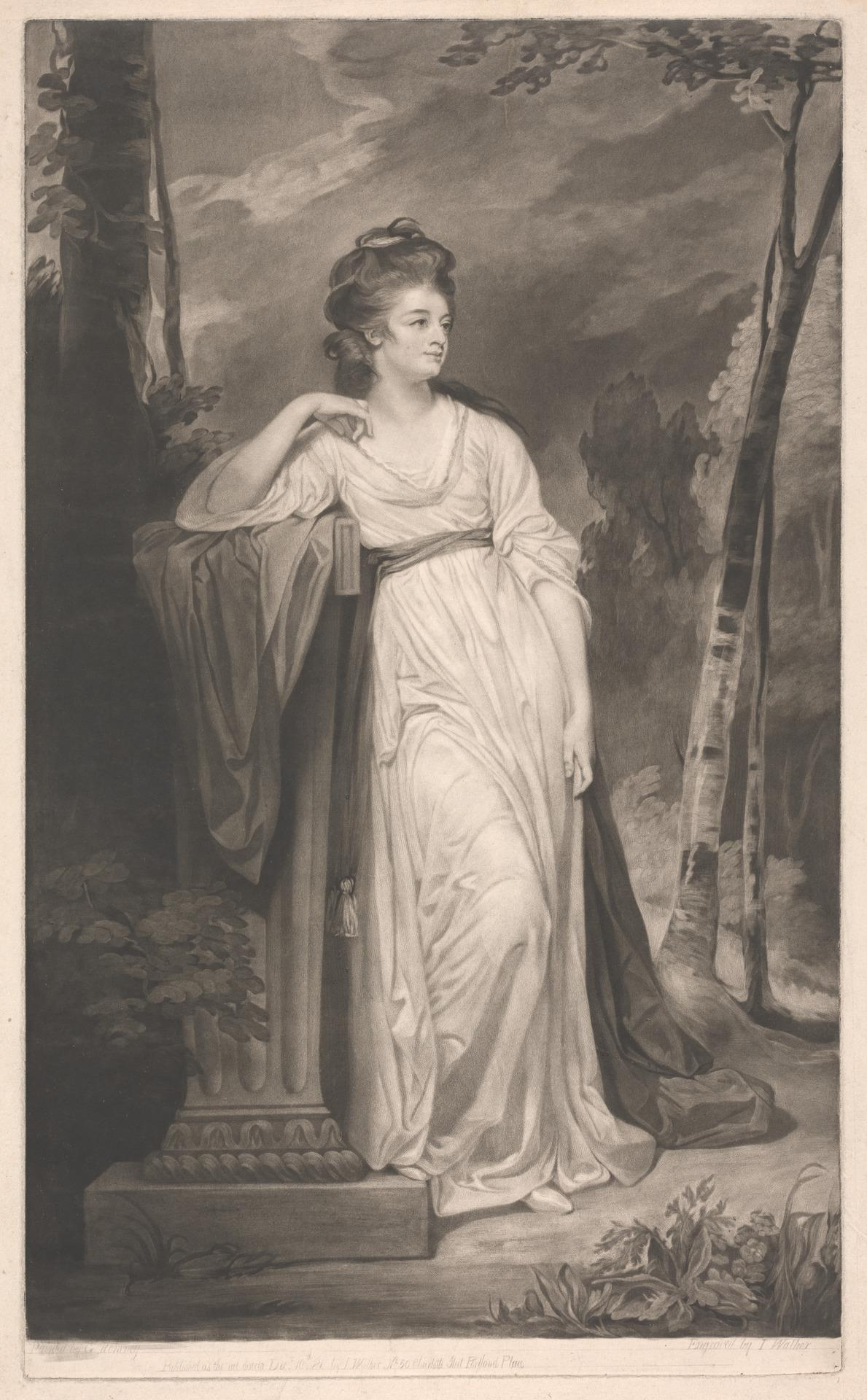
Мисс Франсис Вудли. 1781. Меццо-тинто
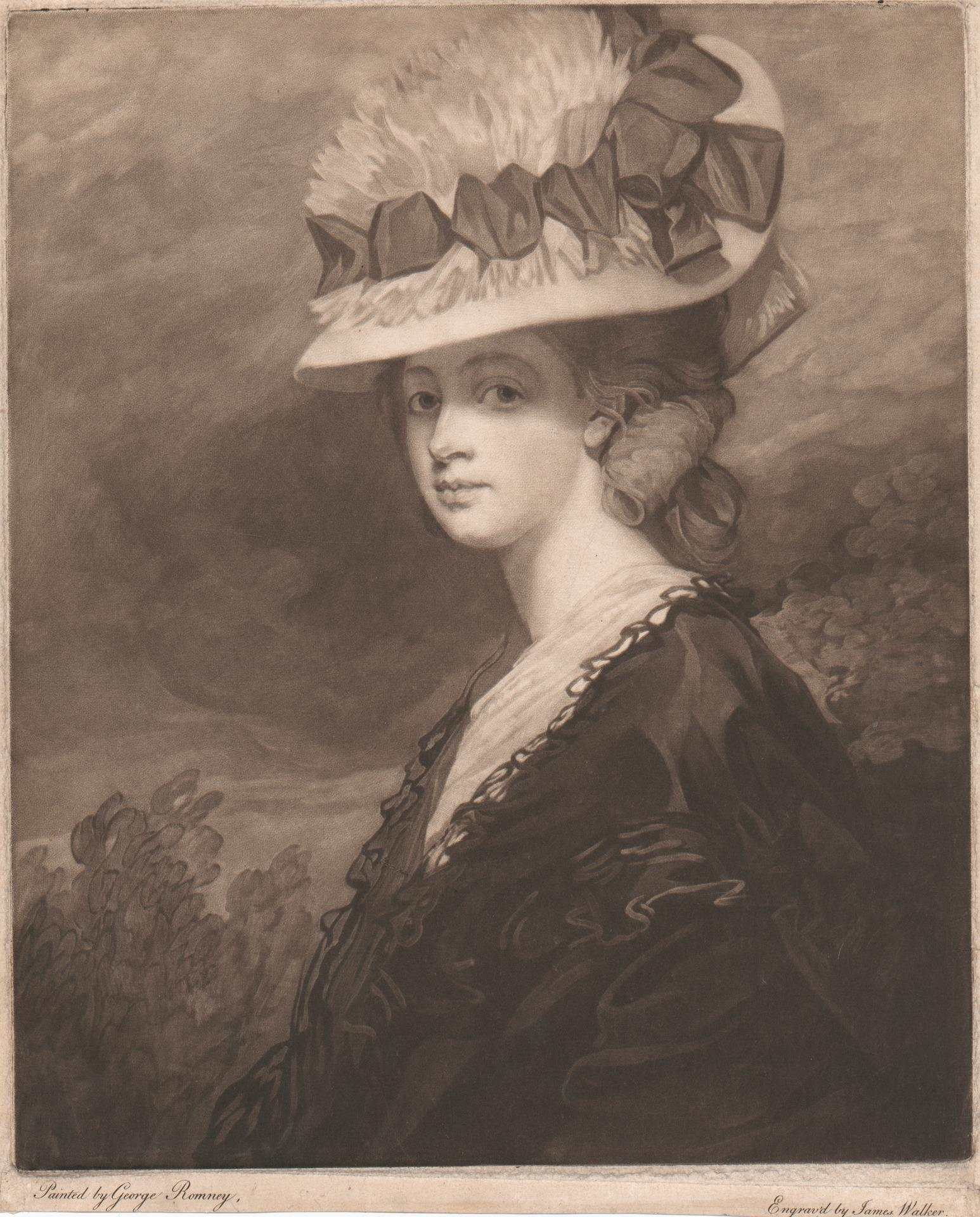
Миссис Мустерс. 1780. Меццо-тинто
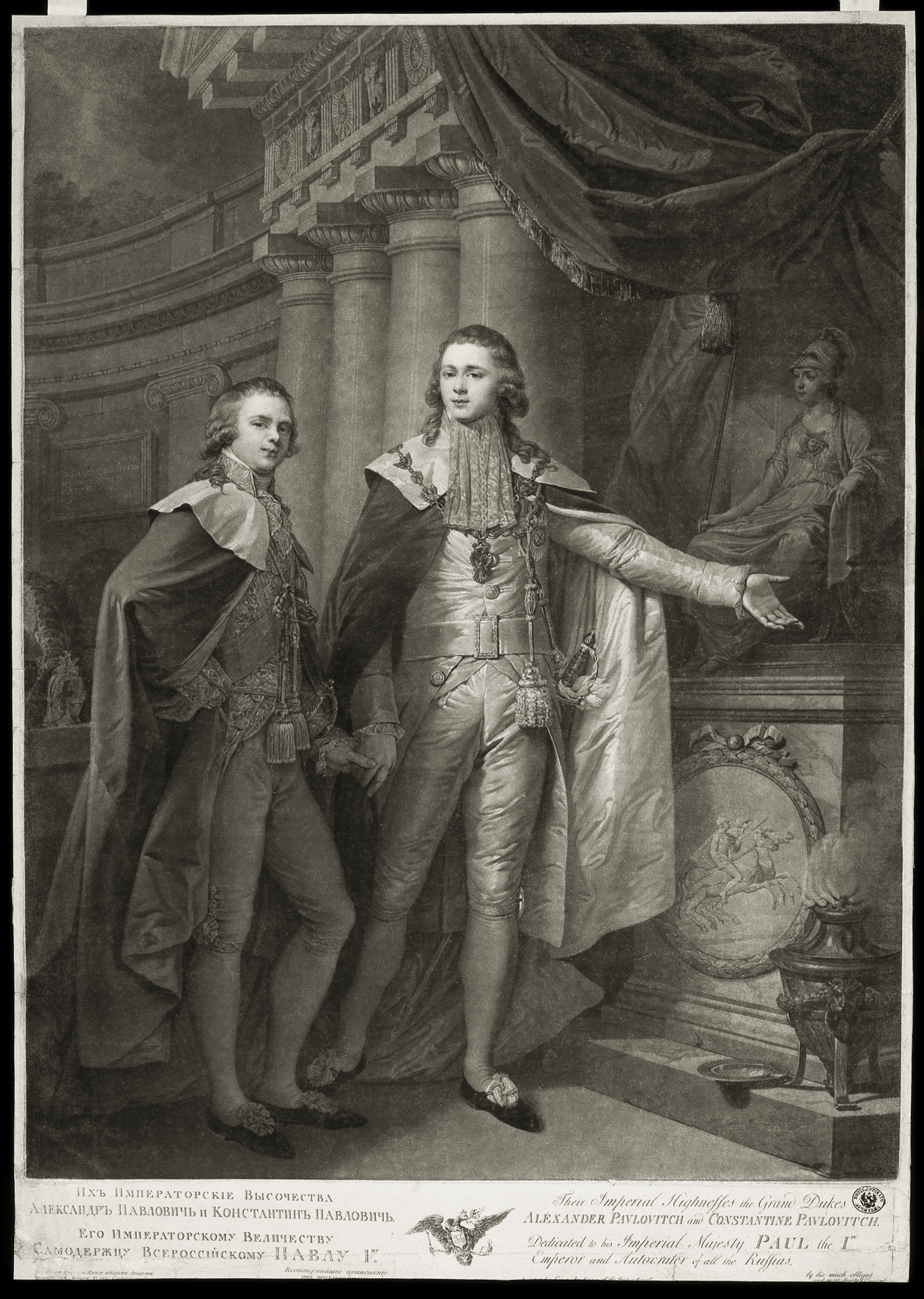
Портрет великих князей Александра и Константина Павловичей. 1797. Меццо-тинто с живописного оригинала И. Б. Лампи-Старшего. 1795
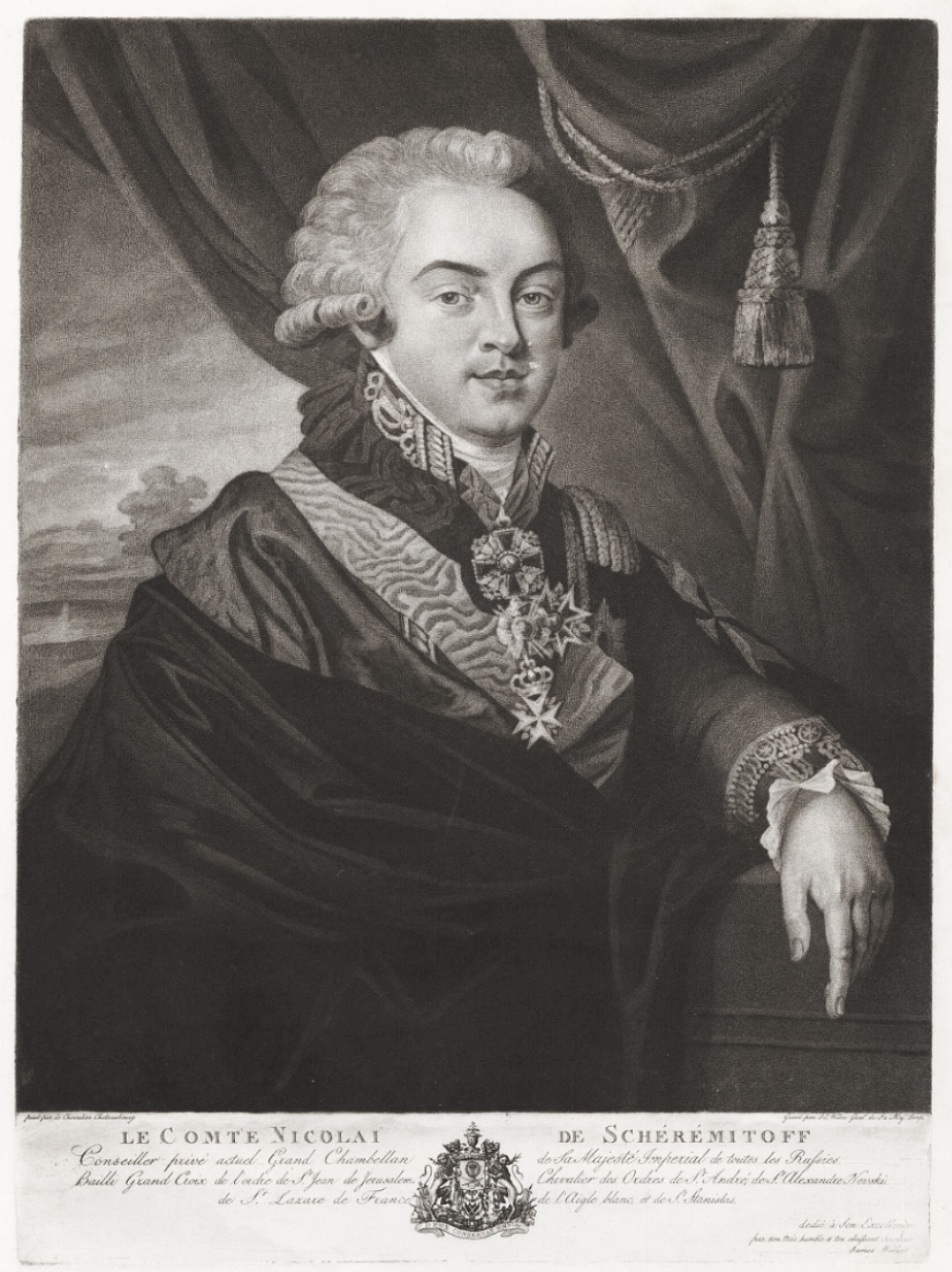
Портрет графа Николая Петровича Шереметева. По картине Шарля Жозефа де ла Селя
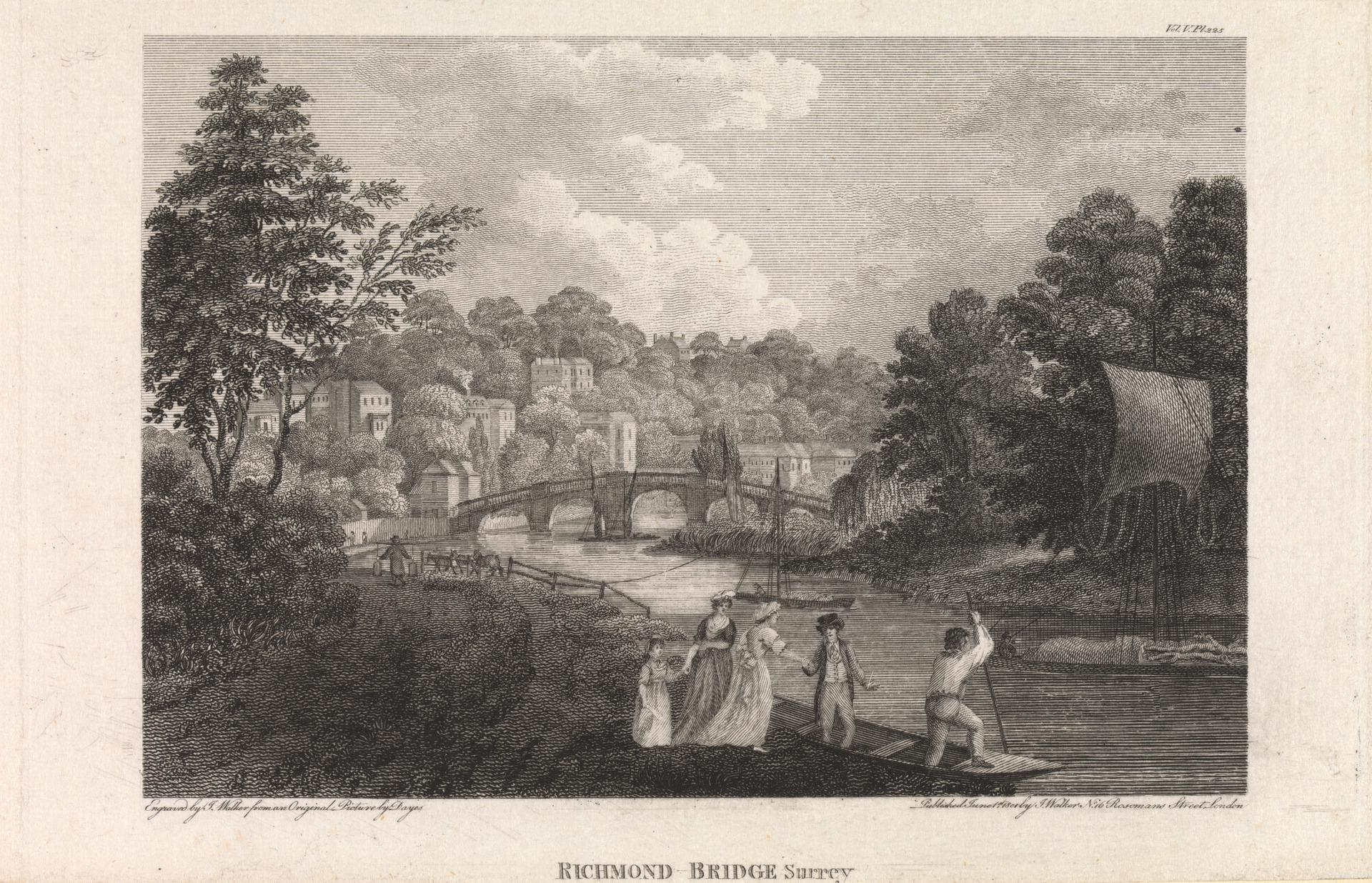
Ричмонд-бридж. 1801. Офорт